# Oi102
Oi102 – polskie oznaczenie na PKP rosyjskiej serii parowozów osobowych NW. Po II wojnie światowej znalazł się pod zarządem PKP jeden parowóz tej serii. 